# نووی پوددووروو
نووی پوددووروو (به چکی: Nový Poddvorov) یک منطقهٔ مسکونی در جمهوری چک است که در ناحیه هودونین واقع شده‌است. نووی پوددووروو ۲٫۹۶ کیلومتر مربع مساحت و ۱۸۷ نفر جمعیت دارد و ۲۴۶ متر بالاتر از سطح دریا واقع شده‌است.